# Les Sirènes de Mako
H2O
Les Sirènes de Mako (Mako: Island of Secrets en Australie et Mako Mermaids aux États-Unis) est une série télévisée jeunesse australienne en 68 épisodes de 26 minutes créée par Jonathan M. Shiff en association avec la chaîne Nickelodeon et Network Ten. Elle a été diffusée entre le 26 juillet 2013 et le 28 août 2016 sur Network Ten puis sur Eleven et internationalement sur Netflix. Il s'agit d'une série dérivée de H2O.
En France, la série est diffusée depuis le 13 avril 2014 sur France Ô et depuis le 1er septembre 2014 sur Disney Channel. Uniquement les deux premières saisons ont été diffusées, la saison 3 est disponible sur Netflix en tant que saison 4. Au Québec, à partir du 25 août 2015 sur VRAK. Néanmoins, elle reste inédite dans les autres pays francophones.

## Synopsis
Zac Blakely est un adolescent qui décide de partir camper sur la mystérieuse île de Mako avec son meilleur ami Cam. Alors que la pleine lune se lève, Zac découvre une ouverture dans la roche et tombe accidentellement dans les eaux d'une grotte située au fond d'un cratère volcanique. Inconscient, il est sauvé de la noyade par les trois jeunes sirènes : Sirena, Nixie et Lyla. Par la suite, Zac découvre que le contact de l'eau le transforme en triton et il est investi de pouvoirs surnaturels… Sa vie ne sera plus jamais la même. 

## Fiche technique
- Titre original : Mako: Island of Secrets / Mako Mermaids
- Création : Jonathan M. Shiff
- Réalisation : Evan Clarry, Grant Brown
- Scénario : Greg Millin, Sam Carroll, Anthony Morris, Chris Roache, Max Dann, Simon Butters et Michael Joshua.
- Production exécutive : Jonathan M. Shiff et Julia Adams
- Sociétés de production : Jonathan M Shiff Productions
- Sociétés de distribution : ZDF Enterprises
- Pays d'origine :  Australie
- Langue originale : Anglais
- Genre : Série jeunesse fantastique
- Durée : 26 minutes

## Distribution

### Acteurs principaux
- Chai Romruen (VF : Tony Marot) : Zac Blakely (saisons 1 à 3)
- Gemma Forsyth (VF : Céline Melloul) : Evie McLaren (saisons 1 à 3)
- Isabel Durant (VF : Victoria Grosbois) : Ondina (saisons 2 à 3)
- Allie Bertram (VF : Audrey Sablé) : Mimmi (saisons 2 à 3)
- Taylor Glockner (VF : Bruno Méyère) : Chris (saison 2 - invité saison 3)
- Linda Ngo (VF : Karl-Line Heller) : Weilan (saison 3)

### Anciens acteurs principaux
- Lucy Fry (VF : Julie Jacovella) : Lyla (saison 1)
- Ivy Latimer (VF : Pascale Chemin) : Nixie (saison 1)
- Amy Ruffle (VF : Isabelle Volpé) : Sirena (saisons 1 à 2)
- Alex Cubis (VF : Adrien Larmande) : Erik (saison 2)

### Acteurs récurrents
- Dominic Deutscher (VF : Yannick Blivet) : Cam Mitchell (saisons 1 à 3)
- Kerith Atkinson (VF : Catherine Collomb) : Rita Santos (saisons 1 à 3)
- Rowan Hills (VF : Jean-Marco Montalto) : David (saisons 1 à 3)
- Brooke Nichole Lee (VF : Ludivine Maffren) : Carly Morgan (saisons 1 à 3)
- Monte : Poséidon (saisons 1 à 3)
- John O'Brien (VF : Philippe Valmont) : Dr Rob Blakely (saisons 1 à 3)
- Laura Keneally (VF : Nayéli Forest) : Lauren Blakely (saisons 1 à 3)
- Jenna Rosenow (VF : Nayéli Forest) : Aquata (saison 1)
- Nick Wright (VF : François Creton) : Joe, frère de David (saisons 1 à 3)

### Invitée
- Cariba Heine (VF : Véronique Rivière) : Rikki Chadwick (saison 3, épisodes 15 à 16)

Version française
- Société de doublage : MFP
- Direction artistique : Maurice Latino, Christine Pâris
- Adaptation des dialogues : Guérine Regnaut, Brigitte Steimen

Source VF : Doublage Série Database

## Production

### Développement
La série a été annoncée en juillet 2011. Développée une première fois sous le titre de Secret of Mako Island, elle est diffusée sous le titre Mako: Island of Secrets en Australie et Mako Mermaids dans les autres pays anglo-saxons.
Lucy Fry et Ivy Latimer n'ayant pas renouvelé leur contrat pour une seconde saison, Isabel Durant et Allie Bertram rejoignent la distribution dans le rôle des sirènes Ondina et Mimmi.
La série a été renouvelée pour une troisième et dernière saison composée de seize épisodes et qui sera diffusée en 2016. 

### Tournage
Le tournage de la série se déroule sur la Gold Coast en Australie.

## Épisodes

### Première saison (2013-2014)
1. Bannies (Outcasts)
2. Premiers pas (Getting Legs)
3. Rita (Meeting Rita)
4. Lyla fait bande à part (Lyla Alone)
5. Les Sirènes des neiges (Blizzard)
6. Sauvons Nixie ! (Dolphin Tale)
7. Surprise ! (Zac's Pool Party)
8. Rendez-vous avec la Lune (Zac's return to Mako)
9. Le Chant de la sirène (The Siren)
10. Le Trident (Zac's Returns to Mako)
11. Le Retour de Nixie (I Don't Believe in Mermaids)
12. Au détour d'un récif (Close Call)
13. Trahison (Betrayal)
14. Chantage (Battlelines)
15. Le Secret de Sirena (Sirena's Secret)
16. Le Téléphone (Truce)
17. La Bague lunaire (Moon Ring 2)
18. Bêtises ou friandises ! (The Trident Job)
19. Questions & suspicions (Where's the on Button )
20. Le Pouvoir du trident (Nowhere to Hide)
21. Le Retour d'Aquata (Aquata Returns)
22. Métamorphose (Evie Times Two)
23. Le Dilemme (Zac's Choice)
24. Accords et désaccords (Trust)
25. Révélations (Betrayed)
26. La vérité éclate (Decision Time)

### Deuxième saison (2015)
Note : Sur Netflix, le découpage de cette saison est différent. Les treize premiers épisodes font partie de la deuxième saison, et les treize suivants forment la troisième saison (et la saison suivante, la quatrième).
1. Le Septième cycle lunaire (The Seventh Cycle)
2. Un sort qui colle (Sticky Situation)
3. La Caverne secrète des tritons (Discovery)
4. Mission compromise (A New Tail)
5. Les Envahisseurs (Bad for Business)
6. De l'orage dans l'air (Stormy Seas)
7. Première pleine lune pour Evie (Awakening)
8. Toujours tout savoir (Land School)
9. Clandestine (Stowaway)
10. Espionnage sous-marin (Keeping the Secret)
11. La Lotion de jouvence (Only As Young As You Feel)
12. À la recherche de la bague (Supersized)
13. Les Liens du sang (Reunion)
14. Une vie chamboulée (A New Man) (Saison 3 sur netflix)
15. Champion malgré lui (Careful What You Wish For)
16. Dans la peau de Poséidon (First Date)
17. La Disparition d'Erik (The Merman Code)
18. Un chant ensorcelant (The Siren)
19. L'Anniversaire surprise (Surprise!)
20. Période d'essai (The Job)
21. Les Mystères de la chambre (New Orders)
22. Une fête pour Ondina (The Last Dance)
23. Les Sirènes du parc marin (Stay or Go)
24. Un rhume explosif (The Truth About Evie)
25. La Pierre de convoitise (The Trident Stone)
26. La Pierre du trident (The Chosen One)

### Troisième saison (2016)
1. La Nouvelle (A Visit from the East)
2. Il faut le voir pour le croire (Seeing Is Believing)
3. La Recette du succès (Recipe for Success)
4. Le Grand Ménage (Mopping Up)
5. La Boîte à secrets (The Puzzle Box)
6. Nouveau Départ (New Beginnings)
7. Contrer la vague (Turning The Tide)
8. L'Approche du dragon (The Way of the Dragon)
9. La roue tourne (Reversal of Fortune)
10. Le Souhait (Wishful Thinking)
11. Partie à l'aventure (Lost and Found)
12. Problèmes de confiance (Trust Issues)
13. Lâcher prise (Letting Go)
14. L'Âge avant la beauté (Age Before Beauty)
15. La Légende de Jiao Long (The Legend of Jiao Long)
16. Retour à la maison (Homecoming)

## Personnages

### Personnages principaux
- Zac Blakely (Chai Romruen) : Beau et charmant, Zac est un garçon populaire et sportif. Il est souvent en rivalité avec son meilleur ami Cam. Lorsque les deux garçons partent camper sur l'île de Mako un soir de pleine lune, Zac aperçoit une ouverture magique dans les rochers et tombe accidentellement dans le bassin lunaire. Le lendemain, il découvre qu'il peut se transformer en triton au contact de l'eau et qu'il possède des pouvoirs surnaturels lui permettant de la contrôler. Plus tard, à sa deuxième pleine lune, il découvre qu'il peut se rendre invisible comme les autres sirènes. Au cours de la série, Zac apprend à maîtriser ses pouvoirs et découvre l'existence du trident, une arme puissante (conçue par les tritons lors de la grande guerre contre les sirènes) cachée au-dessus de la grotte de Mako. Il décide de le récupérer avec l'aide de Cam, contre la volonté des sirènes, mais finira par se ranger de leur côté. Lors de la fin de la deuxième saison et du début de la troisième saison, on apprend que Zac a été adopté et qu'il est en fait le frère biologique de la sirène Mimmi (il n'a donc jamais été un humain). Dans la saison 3, Zac apprend que sa véritable mère, Nerissa (la plus puissante des sirènes) est encore en vie. Étant le fils de Nerissa, Zac possède de puissants pouvoirs et peut partager des visions avec sa sœur. Zac a appris à contrer la vague en une après-midi qui est un sort très complexe que des sirènes mettent un an à apprendre. Cela montre que les pouvoirs de Zac ont un niveau remarquable et qu'il possède une magie très puissante.
- Sirena (Amy Ruffle) : Sirena est la meilleure amie de Nixie. Pourtant, elle est très différente d'elle. Alors que Nixie est la leader, Sirena est plutôt la suiveuse. Sensible et naïve, elle joue souvent le rôle de médiateur entre Nixie et Lyla (rôle qu'elle gardera avec Ondina et Mimmi). Quand le banc de sirènes s'en va avec sa sœur aînée, Aquata, Sirena en a le cœur brisé. Comme les autres sirènes, elle a le pouvoir de modifier la structure de l'eau, la faire bouillir, l'évaporer ou la geler. Elle peut aussi devenir invisible et déplacer les objets par la pensée. Toutefois, Sirena possède un don unique dont ne disposent pas Nixie et Lyla. En effet, elle peut ensorceler les garçons en utilisant le « chant interdit », jadis destiné à faire échouer les bateaux sur les rochers. Sirena porte la bague lunaire que sa sœur Aquata lui a offerte. Elle tombe amoureuse de David, le patron du Ocean's Café et finit par sortir avec lui après beaucoup d'hésitations. Elle lui avoue son secret à la fin de la saison 2. Dans la saison 3, Sirena n'apparaît pas, puisqu'elle est en vacances avec sa sœur Aquata dans les eaux de l'île d’Hawaï.
- Nixie (Ivy Latimer) : Nixie est une sirène aventureuse et enjouée, ce qui la plonge parfois dans de sérieux ennuis. Son espièglerie a conduit au désastre quand Zac a atterri accidentellement dans la grotte de Mako (que Nixie, Lyla et Sirena devaient protéger contre toute intrusion). Nixie est également une forte tête, ce qui est la source de multiples disputes avec Lyla, la leader du groupe. Elle se méfie énormément de Zac et des humains en général, bien qu'elle s'intéresse à leurs habitudes. Nixie est capable de communiquer avec les dauphins.
- Lyla (Lucy Fry) : Lyla est intelligente, mais aussi très têtue. Elle possède un caractère difficile (n'apprend jamais de ses erreurs) et n'avait pas vraiment d'amies au sein du troupeau. Toutefois, elle finira par s'adoucir et s'attacher à Nixie et Sirena. Ses relations avec Zac, d'abord factices, prendront un tour inattendu, puisqu'elle tombera amoureuse de lui.
- Mimmi (Allie Bertram) : Mimmi est une sirène qui vient récemment d'intégrer le clan de Mako (elle est originaire de l'atlantique nord). Très proche de sa meilleure amie Ondina, elle se lie d'amitié avec Sirena. Mimmi est très curieuse et sait parler aux dauphins (comme Nixie), mais aussi aux baleines à bosses (plus difficilement aux baleines bleues). Elle a de grandes connaissances en potions (la potion de la puissance des 50 lunes ; la potion de la cosmétique marine…). On apprend au cours de la saison 2 qu'elle est la sœur biologique de Zac et la fille de Nerissa, la plus puissante sirène connue. Mimmi travaille au parc aquatique et s'attache à Chris, un soigneur. Dans la saison 3, Mimmi agit comme médiatrice entre Weilan et Ondina qui s’entendent difficilement. Tout le monde dans le banc disent que les pouvoirs de Mimmi sont fabuleux, extraordinaires et vraiment très puissants étant donné que sa mère était la plus puissante sirène connue.
- Ondina (Isabel Durant) : C'est une sirène intelligente et surtout têtue. Au début de la saison 2, elle est très déterminée à rompre le lien qui unit Zac à l'île de Mako, afin que celui-ci perde ses pouvoirs de triton et que le banc de sirènes puisse enfin revenir. Elle pense y parvenir grâce à l'aide de sa meilleure amie Mimmi, mais elles échouent et Evie se transforme à son tour par leur faute. Ondina s'attache malgré elle à Erik, un mystérieux serveur de l'Ocean's Café et découvre qu'il est un triton, ce qui va changer beaucoup de choses ! Dans cette même saison, alors qu'elle parle au conseil des sirènes sans évoquer la situation d'Evie et d'Erik, une petite sirène nommée Neppy entend toute la scène, et veut se joindre a Ondina pour attraper le triton (Zac) et lui retirer ses pouvoirs. D'abord réticente, elle finira par craquer et l'autoriser à rester avec elle le temps qu'elle mange (Neppy l'a suivie de Mako jusqu'à la caverne, était affamée et fatiguée vu la distance parcourue) à une condition : qu'elle lui fallait des jambes. À ces mots, Neppy disparaît et alla chercher le triton elle-même. Elle en trouve un (Erik) et le fait coincer un peu plus tard sur un bateau en panne d'essence (celui de David) avec Carly et alla se cacher. C'est alors qu'Ondina la retrouve et que Neppy lui dit qu'elle a capturé le triton. Ondina lui dit que ce n'est pas le bon. Carly appelle à l'aide car Erik ne peut se jeter à l'eau pour pousser le bateau qui partait a la dérive (au risque qu'il dévoile son secret a tout le monde). Par chance, Evie était a proximité et règle la situation en poussant le bateau avec ses pouvoirs jusqu'au quai d'amarrage au grand désespoir de Cam qui était également présent à côté d'elle. De retour chez Rita, Neppy, qui a vu toute la scène, n'en revenait pas! En plus, elle apprend qu'Evie n'est qu'une demi-sirène donc: pas de banc; juste une fille normale. Elle disparut a nouveau et des recherches sur le récif de Mako sont lancées qui se soldent par un échec. Ondina, Mimmi et Sirena décident de ne pas flancher mais sont a bout de forces. Elles décident d'appeler Evie et Zac en renfort (ils ne peuvent se résoudre a appeler Erik en renfort, en raison de ce que Neppy lui a fait). Le plan est simple: Sirena, Ondina et Mimmi vont au nord tandis que Zac et Evie vont au sud. Neppy est finalement retrouvée et raisonnée par Zac. C'est Ondina qui la ramènera à Mako tout en lui offrant sa pince à cheveux qu'elle adorera. Dans le premier épisode de la saison 3 alors qu'elle fait la classe avec ses élèves (Ondina a été désignée nouveau professeur du banc par Véridia elle-même), une de ses élèves, trouvant le cours trop ennuyeux, profite du manque d'inattention du prof (Ondina) pour filer pour se retrouver bloquée dans un filet de pêche. Celle-ci s'aperçoit qu'il manque quelqu'un et part donc a sa recherche. Elle la retrouve (cachée entre deux bateaux de pêche) en compagnie d'une autre sirène (Weilan) qui essaie de la délivrer du filet qui se conclut par un succès. plus tard, la petite sirène retrouve Ondina et celle-ci en profite pour lui faire une leçon de morale qui se conclut d'une excuse de la part de la petite sirène qui se demande qui est la sirène qui lui a sauvé la vie.
- Erik (Alex Cubis) : Erik est un triton solitaire et énigmatique. Il devient rapidement le nouveau rival de Zac. Erik souhaite s'approprier l'île de Mako et ses mystères sans se soucier des conséquences, et cela, malgré son attachement sincère à Ondina. Mimmi et Ondina ignorent son existence à leur arrivée au début de la saison et considèrent Zac (à tort!) comme une menace pour leur espèce. Pour ne pas attirer les soupçons sur sa véritable nature, il occupe un emploi de serveur à l'Ocean's Café.
- Evie McLaren (Gemma Forsyth) : Evie est une jeune fille sportive et responsable qui travaille à l’Ocean's Café. C'est la petite amie de Zac, elle se montrera très jalouse dans la saison 1, lorsque Zac et Lyla se rapprochent. Evie écrit des articles pour le journal du lycée, ce qui va l'amener à s'intéresser de près à l'étrange et discrète vie de Rita Santos (proviseure de son lycée et sirène). Lors de la deuxième saison, Evie se transforme en sirène à son tour, alors qu'elle tentait de sauver Zac des plans d'Ondina et Mimmi. Toutefois, Evie perdra sa queue dans la troisième saison, à la suite d'une attaque du dragon. Evie est un personnage qui passe du statut de menace potentielle pour les sirènes (saison 1) à celui de véritable amie et alliée sûres (saisons 2 et 3).
- Weilan (Linda Ngo) : Weilan est une sirène chinoise qui vit sur la terre, depuis la destruction de son banc par le dragon d'eau. Un soir, elle réactive accidentellement ce même dragon et s'enfuit jusque dans les eaux de l'île de Mako, poursuivie par la créature. Weilan rejoint alors le banc de Mako pour se racheter et tenter d'arrêter le dragon, mais son intégration est rendue difficile par les réticences d'Ondina.
- Rikki Chadwick (Cariba Heine) : Après les événements de la dernière saison de H2o, Cléo, Emma et Bella sont parties vivre leur vie ailleurs et Rikki s'est retrouvée seule. Elle gagne désormais sa vie en tant que plongeuse professionnelle et chercheuse de trésors sous marins et bien sûr, le fait d'être une sirène lui facilite grandement la tâche. Sa rencontre avec les sirènes de Mako est l'occasion pour elle de se faire de nouvelles amies et de découvrir tout un univers magique insoupçonné.

### Personnages secondaires
- Cam (Dominic Deutscher) : Arrogant et exubérant, Cam est le meilleur ami de Zac et le confident d'Evie. C'est un personnage ambigu. Sa jalousie envers Zac devenu triton et son désir de pouvoir lui confère un côté sombre dans la saison 1 et son comportement déteint pendant un moment sur Zac. Devenu ennemi, lorsque Zac se range du côté des sirènes (saison 1), Cam se rachètera en contrecarrant les plans d'Erik (saison 2) pour s'approprier l'île de Mako. Cam développe des sentiments amoureux pour Nixie au cours de la première saison et finit par sortir avec Carly dans la deuxième.
- Aquata est la sœur de Sirena. Avant de quitter l'ile de Mako, elle donna à sa sœur sa bague lunaire. Elle disait à sa sœur qu'elle ne pouvait pas la suivre parce que le conseil des sirènes l'avait bannie du banc avec Nixie et Lyla, en raison qu'un humain était tombé dans le bassin lunaire alors qu'elles étaient de garde cette nuit là. Elle faisait l'intermédiaire entre le conseil des sirènes et les bannies à savoir : Sirena, Nixie et Lyla. Elle revient en milieu de saison pour dire a Sirena qu'elle pouvait réintégrer le banc mais sans Nixie et Lyla qui elles, étaient toujours bannies. Elle et sa sœur Sirena ont une passion commune pour le chant.
- Rita Santos (Kerith Atkinson) : Rita est la proviseure du lycée, mais c'est aussi une sirène. Jadis, elle tomba amoureuse d'un humain, Harry, et devint une paria. À présent, elle aide les sirènes de Mako et Zac à maîtriser leurs pouvoirs. Sa maison dispose d'un passage secret dans la bibliothèque qui mène à une caverne remplie d'objets fabuleux, ainsi qu'à un trou d'eau qui communique directement avec la mer. Elle accueillera dans la saison 3 une sirène chinoise du nom de Weilan, qui arrivera tout droit de Shanghai. Au milieu de cette saison, Rita décide d'inscrire Weilan dans son lycée, car elle en avait assez de la voir allongée sur les gradins de sa caverne secrète. Rita a un chat qui se nomme Poséidon.
- David (Rowan Hills) : David travaille à l’Ocean's Café. Il livre régulièrement de grandes quantités de fruits de mer chez Rita Santos, sans s'étonner de cette consommation excessive. Doux et réservé, il tombe amoureux de Sirena. David joue de la guitare et accompagne régulièrement Sirena, lorsqu'elle donne des concerts au café. Leur relation n'est pas du goût de Nixie et Lyla qui craignent que Sirena ne dévoile leur secret. Ce qui arrive finalement au cours de la deuxième saison, alors que David aperçoit Evie dans l'eau et devient convaincu de l’existence des sirènes.
- Carly Morgan (Brooke Nichole Lee) : Carly travaille avec David à l’Ocean's Café. C'est la meilleure amie d'Evie et une rivale potentielle pour Sirena, puisqu'elle apprécie beaucoup David. Lors de la deuxième saison, elle développe des sentiments pour Cam et ils finissent par sortir ensemble. Au début réticente, Evie finira par lui avouer son secret. Elle a un chaton du nom d'Erik.
- Nerissa est la mère de Zac et de Mimmi elle est aussi la plus puissante sirène connue. Lorsqu'elle donna naissance à Zac, Nerissa craignait pour la vie de son fils étant donné qu'à l'époque les Tritons et les sirènes étaient ennemis. Pour assurer la protection de son enfant, elle créa un sort très puissant qui fit disparaître la queue de Zac le rendant humain ; seule la puissance de la Lune a su briser le sortilège. Elle le déposa sur la plage la plus proche pour que sa sœur et lui ne soient pas séparés. D'après Rita, Véridia et certaines sirènes, les pouvoirs de Nerissa étaient d'une puissance hors du commun et beaucoup plus supérieurs que la normale. Ses enfants ont hérité de ses pouvoirs. Lors du final de la série, elle réapparaît et décide de ne plus jamais quitter ses enfants.
- Véridia est la chef du conseil des sirènes. C'est elle qui a banni Sirena, Nixie et Lyla au début de la saison 1 car Zac se trouvait à Mako la nuit de sa transformation (une nuit de pleine lune). Alors qu'il visitait l'ile, Zac chuta dans le bassin lunaire le faisant transformer en triton le lendemain. Et comme les sirènes étaient de garde dans ce bassin, elles crurent que c'était juste un garçon inconscient. Dans la saison 2, elle bannira ensuite Ondina et Mimmi car elles refusaient de lui obéir. Ce bannissement sera finalement levé vers la fin de cette même saison avec Sirena. On la revoit dans le dernier épisode de la saison 2 dans la maison de Rita en train de les féliciter d'avoir défendu l'île, remercie Zac et Evie pour leur aide et offrit à cette dernière une bague lunaire. Dans la saison 3, elle demande à Ondina de devenir le nouveau professeur du banc des sirènes; ce qui ravit cette dernière. On la revoit dans le dernier épisode dans le bassin lunaire, essayant de vaincre le dragon d'eau avec l'aide de sa bague lunaire et de ses pouvoirs. Ce sont finalement Ondina, Mimmi, Zac et Weilan qui s'en chargeront.

## La série et son rapport avecH2O
- Dominic Deutscher, Lucy Fry et Gemma Forsyth ont fait une courte apparition dans H2O. Cette apparition n'est qu'un caméo et n'a aucun lien avec la série actuelle.
- Dans H2O, les sirènes étaient en fait des jeunes filles qui s'étaient transformées grâce à la magie. Dans Les Sirènes de Mako, les sirènes sont de véritables sirènes, dotées d'une culture, d'une organisation hiérarchique et d'un territoire (l'île de Mako et ses alentours).
- Dans Les Sirènes de Mako, la grotte de Mako est bien plus grande que celle de H2O et abrite des objets appartenant aux sirènes, comme des peignes et des coquillages. Elle est la source de la magie des sirènes.
- Si les sirènes de H2O portaient des médaillons et des cristaux, celles des Sirènes de Mako ont des bagues lunaires. Les bagues lunaires augmentent les pouvoirs des sirènes en leur permettant par exemple d'avoir des jambes pour aller sur terre, mais aussi de se soigner ou d'interagir avec l'île de Mako. Elles peuvent leur donner le pouvoir de changer le climat, rendre la vie à quelqu'un (comme avec Lyla), dédoubler quelque chose (Ondina le fait avec Poséidon et des perles), faire pousser des algues pour se cacher derrière, etc. Normalement, seules les sirènes considérées comme adultes sont autorisées à porter une bague lunaire. Véridia, chef du conseil des sirènes offre une bague lunaire à Evie à la fin de la saison 2.
- Les costumes de sirènes sont presque les mêmes que ceux de H2O (ils sont également réalisés par Jason Baird et son équipe). Toutefois, ils sont plus légers (12 kg contre 40 pour H2O), bien plus souples et réalistes. De plus, la couleur n'est pas la même (orangée plus clair sur le dos et ventre presque blanc pour les nageoires). Les costumes de tritons de Chai Romruen et d'Alex Cubis sont bleu foncé sur le dos et bleu clair et blanc sur le ventre.
- Inexistant dans H2O, le trident est un symbole légendaire, rattaché au dieu Neptune (Poséidon dans la mythologie grecque). Dans Les Sirènes de Mako, le trident est une arme redoutable, utilisée par les tritons contre les sirènes, lors d'une guerre terrible qui se déroula il y a plusieurs millénaires et dont le contrôle de Mako était l'enjeu. Le trident a la capacité d'absorber l'énergie vitale des sirènes qui s'en approchent, mais aussi de « voler » la magie contenue dans les bagues lunaires. Lyla avoue à Zac que la guerre a pris fin, grâce à l'intervention d'un triton allié qui déposa le trident dans la cachette située au-dessus de la grotte de Mako. Dans la saison 2, on apprend que ce triton, qui est également le créateur de la chambre secrète, est l'ancêtre de Zac.
- Certains épisodes des Sirènes de Mako présentent des intrigues et des scènes similaires à certains épisodes d’H2O. Par exemple, Nixie se retrouve piégée dans un filet (comme Cléo), Lyla, trempée, se réfugie dans la réserve du café et se transforme (comme Emma) et Zac, transformé, sauve une petite fille de la noyade (Rikki fait de même avec le frère d'Emma). De même, Zac comme Emma sont des champions de natation, Ondina devient serveuse un court moment (comme Rikki), Sirena chante au café comme Bella. Dans la saison 2, Mimmi travaille au parc aquatique du Marineland comme Cléo avant elle, quant à Rita, elle perd le contrôle d'elle-même et se met à nager dans les bassins, de la même façon qu'Emma dans la saison 2 de H2O.
- Dans Les Sirènes de Mako, les sirènes semblent toutes posséder les quatre pouvoirs que possédaient celles de H2O (geler l'eau, transformer l'eau en gelée, faire bouillir l'eau ou la faire mouvoir), mais elles disposent également d'autres pouvoirs comme la télékinésie ou l'invisibilité. Rita peut rendre visible une sirène ou un triton qui se cache (elle s'en sert contre Zac). De plus, certaines sirènes (venant du nord) peuvent charmer les humains, au moyen d'un chant spécifique (Sirena charme deux fois David, à chaque fois malgré elle).
- À l'origine, les deux séries (H2O et Les Sirènes de Mako) étaient indépendantes l'une de l'autre et n'avaient aucun lien, si ce n'est l'île fictive de Mako où se déroulent les histoires. Toutefois, à la suite de la pression des fans de H2O, le réalisateur décida d'intégrer l'une des sirènes « originales » de H2O (Rikki) dans la série Les Sirènes de Mako. Cet évènement a de fait provoqué quelques incohérences au niveau du scénario des deux séries. Par exemple, comment expliquer le fait que Cléo, Emma, Rikki ou Bella n'aient jamais rencontré le banc de Mako (présent depuis des siècles), que ce soit dans les récifs ou dans le bassin lunaire ? Ou bien comment ce même bassin lunaire a-t-il pu servir à la magie des sirènes, alors qu'il était quasiment détruit à la fin de H2O ?